# Živalski vrt Rožek
Živalski vrt Rožek (nemško Tierpark Rosegg), ki zavzema površino 30 ha v naselju Rožek, je največji živalski vrt na avstrijskem Koroškem.

## Živalski vrt
Živalski vrt, ki je sprva služil kot knežje lovišče, je ustanovil Peter vitez von Bohr, ki je leta 1830 dal zgraditi obzidje živalskega vrta okoli gozdnatih pobočij gradu na vrhu hriba. Ta zid še danes predstavlja mejo živalskega vrta. Že leta 1833 je gospostvo Rožek prešlo na kneza Johanna von Liechtenstein. Ruševine gradu Rožek v živalskem vrtu, sam živalski vrt in bližnji grad Rožek so še vedno v lasti njegovih potomcev. Živalski vrt je odprt za javnost od leta 1970.
V parku živi okoli 300 živali iz 35 vrst, ki se razprostirajo na velikem jelenjem travniku, na območju za eksotične živali in hišne ljubljenčke ter na zgodovinskem živalskem vrtu okoli gozdnatih gora. Z okoli 80.000 obiskovalci na leto je najbolj obiskana turistična destinacija v Rožeku. Na voljo so tudi bife ter živalski vrt z majhnimi živalmi in otroško igrišče.

## Galerija
- Navodila za vhod v živalski vrt
- Klavžarjeva ograda: živalski vrt sodeluje pri varovanju ogroženih vrst ptic
- Ameriški bizon in Davidov jelen
- Krožna pot in stena živalskega vrta
- Alpski kozorog